# Galeria Sztuki XX wieku w willi Oksza
Galeria Sztuki XX wieku w willi Oksza – galeria sztuki w Zakopanem prezentująca przede wszystkim dzieła współczesnych artystów związanych z Zakopanem i Podhalem. Oddział Muzeum Tatrzańskiego. Siedzibą galerii jest zaprojektowana przez Stanisława Witkiwicza willa „Oksza”

## Historia
Galeria znajduje się w willi „Oksza” zbudowanej w 1895 przez Stanisława Witkiewicza dla Bronisławy i Wincentego Korwin-Kossakowskich. Willa Oksza w kolejnych latach zmieniała właścicieli. Podczas II wojny światowej w willi mieściła się Szkoła Gospodarstwa Domowego. W latach powojennych w willi miały siedzibę kolejno: prewentorium gruźlicze dla dzieci i młodzieży i dom wypoczynkowy. W 2006 z inicjatywy ówczesnej dyrektor muzeum Teresy Jabłońskiej, władze województwa Małopolskiego będące właścicielem budynku przekazały wille Narodowemu Muzeum Tatrzańskiemu z przeznaczeniem na cele ekspozycyjne. W latach 2007–2010 w willi przeprowadzono rewitalizację połączoną z remontem konserwatorskim. Ostatecznie galeria została udostępniona zwiedzającym 15 maja 2011 z pierwszą wystawą Zakopane – pępek świata.